# Trawers (lotnictwo)
Trawers lub trawersowanie – w lotnictwie jest to ruch statku powietrznego w kierunku nierównoległym do osi podłużnej.
Trawers jest zjawiskiem spotykanym najczęściej w przypadku lądowania z bocznym wiatrem. W takiej sytuacji, w celu utrzymania się w osi pasa, statek powietrzny porusza się z poprawką tak, by wypadkowa prędkości wiatru i prędkości własnej dawały w efekcie kurs równoległy do osi pasa. Kurs względem ziemi nie jest równoległy do osi podłużnej statku, a więc występuje trawers.
Przyziemienie z trawersem może powodować znaczne naprężenia konstrukcji płatowca. Tak więc w celu zapobieżenia im, przed samym przyziemieniem, wprowadza się poprawkę kursu tak, aby oś podłużna pokryła się z faktycznym wektorem prędkości statku względem ziemi.